# Nyctimene celaeno
Nyctimene celaeno es una especie de murciélago de la familia Pteropodidae.

## Distribución geográfica
Es  endémica de  Indonesia.